# ワントゥワンマーケティング
ワントゥワンマーケティング（英語: One-to-One Marketing）とは経営学用語の一つ。企業がマーケティング活動を行っていく際に、顧客一人ひとりの趣向や属性などを基とした上で、顧客に対して個別にマーケティングを行っていくという方法である。パーソナライズドマーケティング (personalized marketing)と同義、パーソナライゼーションとも、ほぼ同義である。なお1to1はPeppers & Rogers Group.の登録商標である。

## 概要
ワントゥワンマーケティング (英: One-to-one marketing)とは、マスマーケティングという多数をターゲットとする一律のマーケティング手法に対して、顧客一人ひとりを意識したマーケティングを行うこと。製品単体ではなく、提供の仕方やサービスなど、顧客の体験から差別化を図るものである。ドン・ペッパーズとマーサ・ロジャースによる『The One to One Future』が、この語の原点とされており、過去の個人商店のような顧客との関係を、数百万の顧客と実現するもの、と比喩される。顧客との継続的な関係から顧客生涯価値(Customer Lifetime Value)とROC(Return On Customer)を最大化することがゴールあるいは理想である。
ただし実現のためには顧客の購入履歴や嗜好などの詳細データの収集・保有が必要不可欠となるが、そのデータの収集方法などを巡って、プライバシー侵害など個人情報・パーソナルデータ保護に関する各種問題を引き起こす可能性がある（その危険性を指摘した作品として『マイノリティ・リポート』などが有名）。そのため現場では、プライバシーポリシーの整備や事前公表、顧客情報の利用に関する事前同意の取得など、個人情報保護法等の法律に則った運用が求められる。